# نیمه یروی
نیمه یروی (به استونیایی: Neeme Järvi)‏ (تلفظ استونیایی: [ˈne:me ˈjærʋi]) (زادهٔ ۷ ژوئن ۱۹۳۷، تالین) موسیقی‌دان و رهبر ارکستر اهل استونی است. او در سال ۱۹۸۷ شهروند ایالات متحدهٔ آمریکا شد.
دو پسرش پاوو یروی (زادهٔ ۱۹۶۲) و کریستیان یروی (زادهٔ ۱۹۷۲) نیز رهبر موسیقی هستند. دخترش ماریکا یروی (زادهٔ ۱۹۶۴) نوازندهٔ فلوت است.

## یادداشت
1. ↑  Maarika Järvi